# Пендуха
Пендуха (алб. Penduhë) је насељено место у општини Подујево, Косово и Метохија, Република Србија.

## Демографија
| Демографија | Демографија | Демографија |
| Година      | Становника  | Становника  |
| ----------- | ----------- | ----------- |
| 1948.       | 288         |             |
| 1953.       | 314         |             |
| 1961.       | 311         |             |
| 1971.       | 391         |             |
| 1981.       | 506         |             |
| 1991.       | 610         |             |